# Moerasmeerkat
De moerasmeerkat of allen-moerasaap (Allenopithecus nigroviridis) is een soort van de groengekleurde geslacht moerasmeerkatten (Allenopithecus), uit de moerasbossen van het Kongogebied. Het is de enige soort uit het geslacht Allenopithecus, dat soms als een ondergeslacht van Cercopithecus wordt beschouwd. De moerasmeerkat is een primitieve soort, en hij heeft zowel kenmerken van meerkatten als van makaken en bavianen.

## Beschrijving
De moerasmeerkat heeft een dikke, zachte vacht, die grijzig groen van kleur is. De bovenzijde heeft vaak een gelige glans. De buikzijde en de kin is lichtgrijs of wittig van kleur. Het haar op de schouders en de nek is langer. Ook op de wangen is de vacht extra lang en grijzer van kleur. Vooral de uiteinden zijn deze haren donkerder. De lange wangharen vormen zo brede bakkebaarden, die loopt van de oren tot de mond. Op de kroon en boven de ogen is het haar afgeplat. Het gezicht is donkergrijs of grijzig bruin van kleur. Rond de ogen is de huid lichter.
Alhoewel de moerasmeerkat qua bouw en schedelvorm op andere meerkatten lijkt, heeft de moerasmeerkat ook enkele kenmerken gemeen met de Papionini, zoals de bredere lichaamsbouw, de manier van lopen, de puntige oren, de langere snuit, de verhouding tussen de ledematen en de grote testikels van het mannetje. Ook kent deze soort, net als bavianen en makaken, een luide gevechtsbrul, en zwellen bij ovulerende vrouwtjes de genitaliën op. Bij andere vrouwelijke meerkatten is een dergelijke seksuele zwelling niet bekend. De moerasmeerkat heeft waarschijnlijk primitieve eigenschappen behouden, die de andere meerkatten zijn kwijtgeraakt. De moerasmeerkat wordt hierdoor beschouwd als het primitiefste lid van de groep. De luide brul van het mannetje wordt versterkt door enkele luchtzakken.
Mannetjes worden veel groter dan vrouwtjes: vrouwtjes wegen gemiddeld 3,2 tot 3,6 kilogram en worden 41 tot 45 centimeter lang, mannetjes wegen gemiddeld 6,1 à 6,2 kilogram en worden 45 tot 51 centimeter lang. De schouderhoogte bedraagt gemiddeld 30 centimeter (bij vrouwtjes) tot 35 centimeter (bij mannetjes). De staart kan 36 tot 55 centimeter lang worden, en is lang niet zo lang als bij andere meerkatten.

## Verspreiding en leefgebied
Moerasmeerkatten leven in de moerasbossen en beboste rivier- en meeroevers langs en ten zuiden van de Kongostroom, in het noordoosten van de Congo-Brazzaville en het westen van de Democratische Republiek Congo. De rivieren en meren waarlangs hij voorkomt, treden regelmatig buiten hun oevers, waardoor het bos gedeeltelijk onder water komt te staan.

## Gedrag
De moerasmeerkat leeft in kleine groepjes van twee tot acht dieren. Mannetjes worden soms alleen waargenomen. Ze eten vruchten, bladeren, zaden en onrijpe noten, maar ook dierlijk voedsel als vissen, garnalen, krabben, slakken en insecten. Ze foerageren waarschijnlijk voornamelijk op de grond. Tijdens het overstromingsseizoen, als de bosbodem onder water staat, zijn ze meer in bomen te vinden. Ook maken ze foerageertochtjes naar drogere, open gebieden als akkers. Ook gaan ze zonder problemen het water in, en lijken ze graag te waden door ondiep water.
Moerasmeerkatten zijn dagdieren, die 's nachts hoog in de bomen (tussen de acht en de twintig meter hoog) slapen. Deze slaapbomen staan vaak langs de oever, en de takken waarop ze slapen hangen vaak boven het water. In de slaapbomen kunnen tot wel veertig dieren samenkomen.
Jongen wegen 200 gram bij de geboorte. De zoogtijd duurt zo'n 2,5 maand. De moerasmeerkatten worden tot 23 jaar oud.

## Bedreiging
De moerasmeerkat wordt bejaagd om het vlees. Doordat de moerasmeerkat in meer ontoegankelijke gebieden leeft, heeft hij echter minder dan andere meerkatten te lijden onder de jacht voor bushmeat.